# 陳台孫
陳台孫（？年—？年），字階六，直隸淮安府山陽縣（今江蘇）人，明朝末年政治人物，同進士出身。
崇禎九年丙子科舉人，十三年（1640年）庚辰科進士，大理寺观政，本年授富阳县知县，崇禎十五年（1642年）任嘉興府平湖縣知縣。